# قرة سقال السفلي (قشلاق الجنوبي)
قرة سقال السفلی (بالفارسية: قره سقال سفلی) هي مستوطنة تقع في إيران في قسم قشلاق الجنوبي الريفي. يقدر عدد سكانها بـ 20 نسمة .